# Lonkly
Lonkly è un arrondissement del Benin situato nella città di Aplahoué (dipartimento di Kouffo) con 12.379 abitanti (dato 2006).